# 圣保禄圣路易教堂
48°51′17.37″N 2°21′41.50″E / 48.8548250°N 2.3615278°E
圣保禄圣路易教堂（Église Saint-Paul - Saint-Louis）是巴黎玛莱区的一座教堂，17世纪路易十三下令建造。建筑师是耶稣会会士Étienne Martellange和François Derand。教堂面临圣安托万路，毗邻同样由耶稣会士建立的查理曼中学（lycée Charlemagne）。

## 历史
建在这个地方的第一座教堂得名于独修者提比斯的保禄，他是由大安多尼葬在埃及沙漠。
1627年，国王路易十三为耶稣会目前的教堂奠基，教堂和从前的圣保禄教堂在同一条街上。教堂最初的名字是“耶稣会發願者之家圣路易教堂”（église Saint-Louis de la maison professe des Jésuites），因为毗邻耶稣会发愿者之家（Maison Professe des Jésuites）。
首次弥撒是由黎塞留枢机主教在1641年5月主持，雅克-贝尼涅·波舒哀祷告。1670年到1693年，著名的耶稣会传教士路易·布尔达卢（Louis Bourdaloue）多次在四旬期和將臨期鼓吹他的著名的讲道。塞维涅夫人出席了所有他的讲道。路易布尔达卢埋在教堂的地下室。
从1688年到1698年，马克-安东尼·夏庞蒂埃（Marc-Antoine Charpentier）受雇于耶稣会，在这个教堂担任乐师。巴洛克时期其他伟大的音乐家也在这个教堂担任乐师：让-菲利普·拉莫、安德烈·坎普拉和路易斯·马尔尚（Louis Marchand）。
1762年，巴黎议会取缔耶稣会，这座建筑分配给 Sainte-Catherine-du-Val-des-Ecoliers。
1792年9月2日九月屠杀期间，5位神父在教堂被屠杀。当时，教堂引进了最高存在理性崇拜（Culte de la Raison et de l'Être suprême）。1801年教務專約签订后，1802年恢复天主教。
这座教堂称为“圣保禄圣路易教堂”，以纪念毁于1796年的圣保禄教堂。

## 建筑

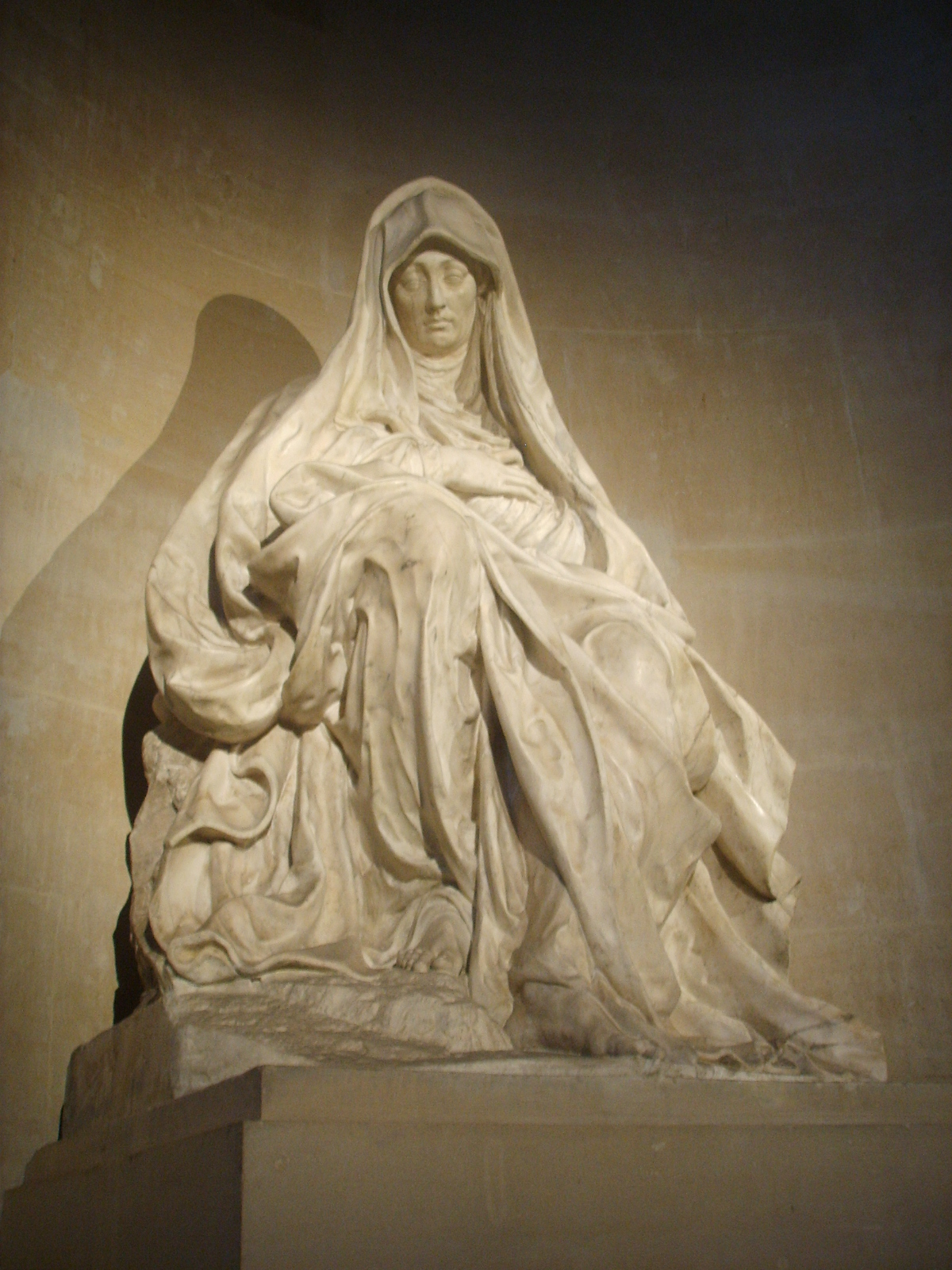
七苦圣母，圣日尔曼皮隆（1586）

这座教堂同时具有意大利和法国两种传统的元素。的确，正如安德烈沙泰尔所说：“耶稣会十分关注当地的传统” 因此，人们可以轻松地将其比作罗马的耶稣教堂，但它的高度和宽度较大。该设计是耶稣教堂的两侧排列小圣堂和法国传统的拉丁十字之间的妥协，耳堂拉长，相当突出，半圆形后殿较短，高大的窗户使得光线充足，上方的圆顶让人想起了稍早的意大利建筑师卡罗马德尔诺。其较高的比例（圆顶高55米）相当接近法国哥特式建筑。
立面为意大利风格，但加上哥特式的垂直性，和华丽的荷兰式样。灵感的主要来源，可能是圣盖法削和圣玻罗大削教堂的立面，在1618年由萨洛蒙·德·布罗斯Salomon de Brosse设计。 

## 特征
- 德拉克洛瓦:基督在花园痛苦Le Christ en agonie au jardin des oliviers。
- 日耳曼皮隆（16世纪国王墓雕塑家）:七苦圣母Vierge douloureuse，
- 在右侧，一个牌匾纪念在法国大革命期间，1792年9月2日到5日遭到屠杀的五位神父。

## 图片

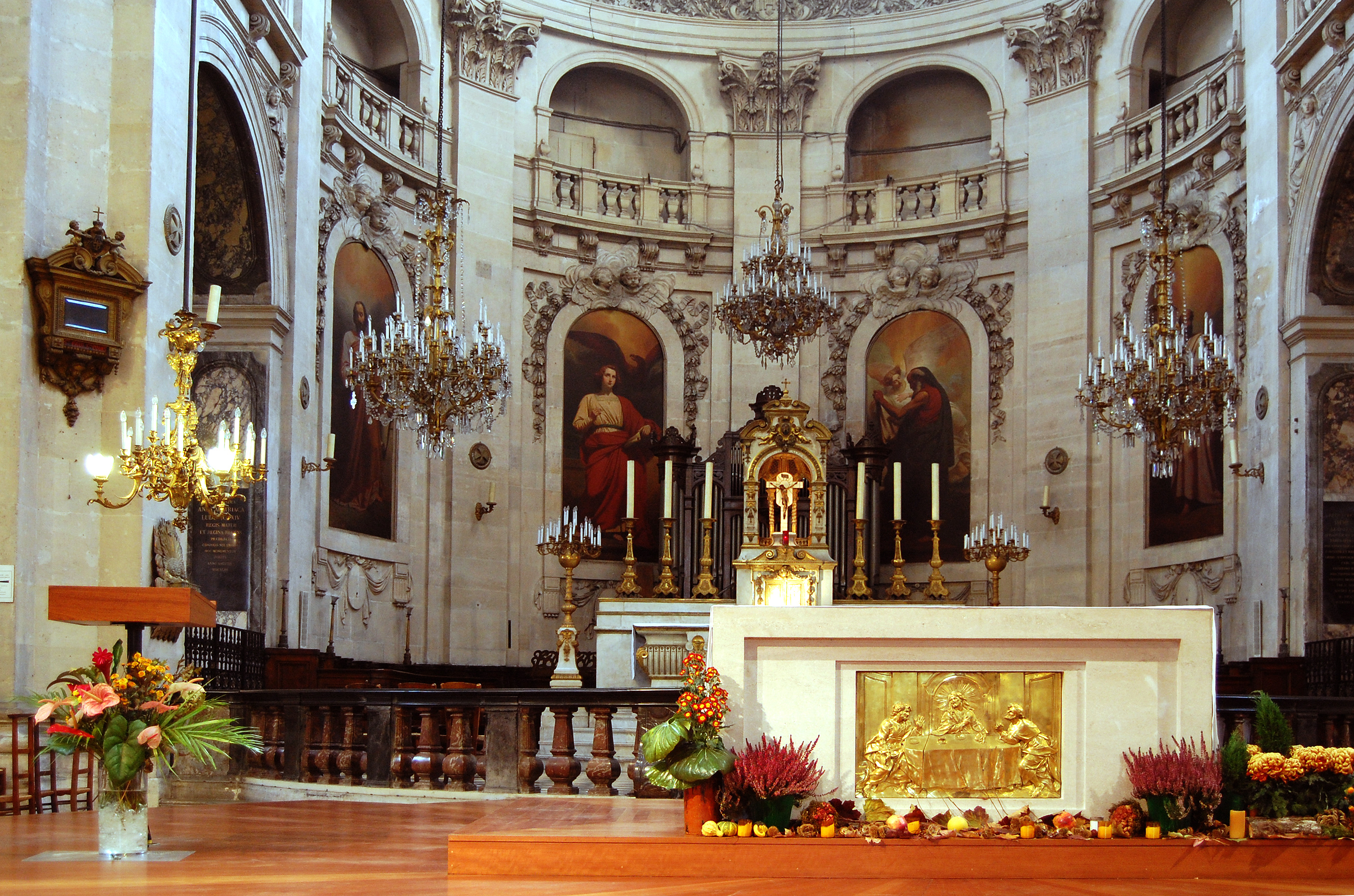
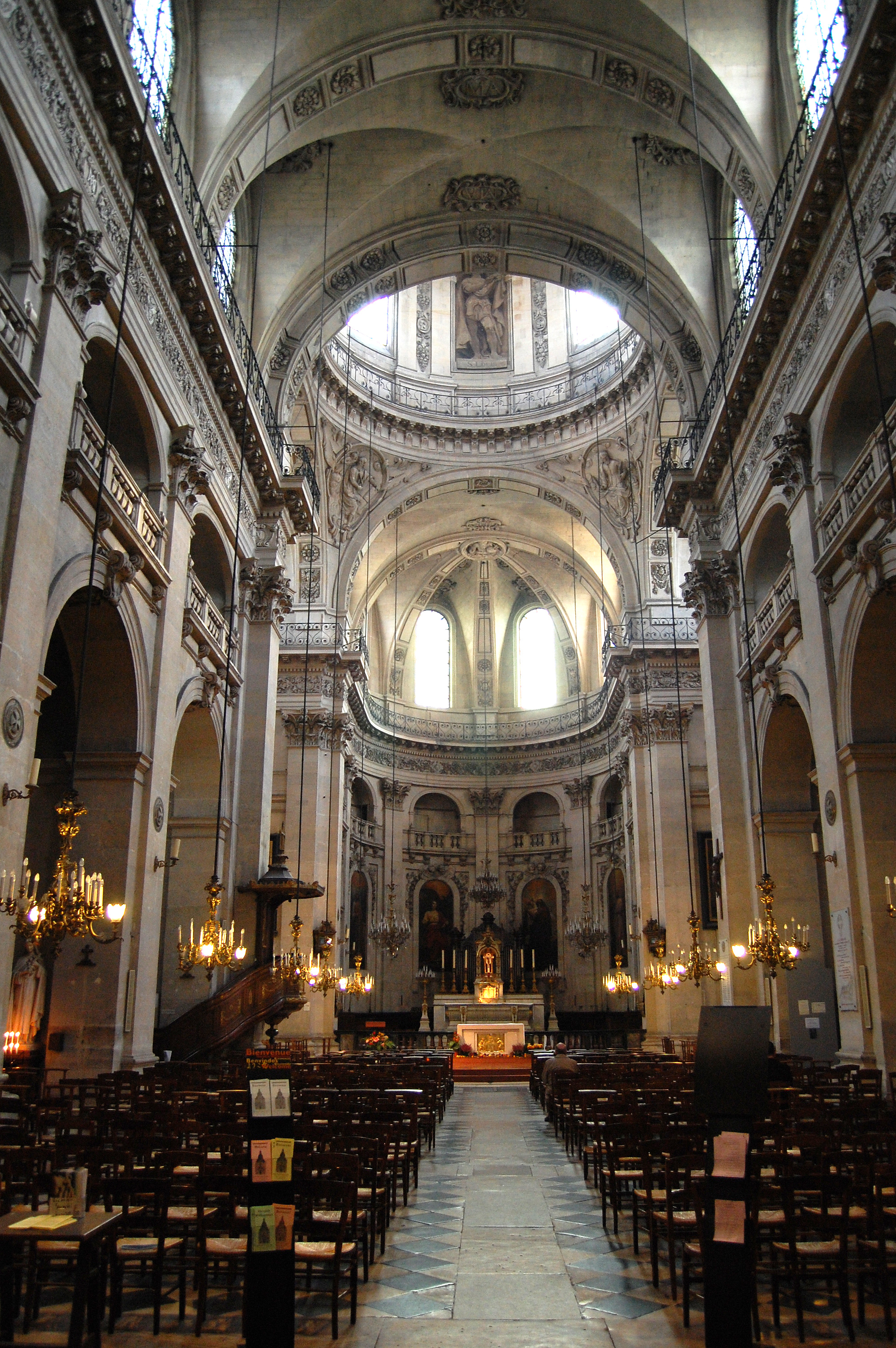
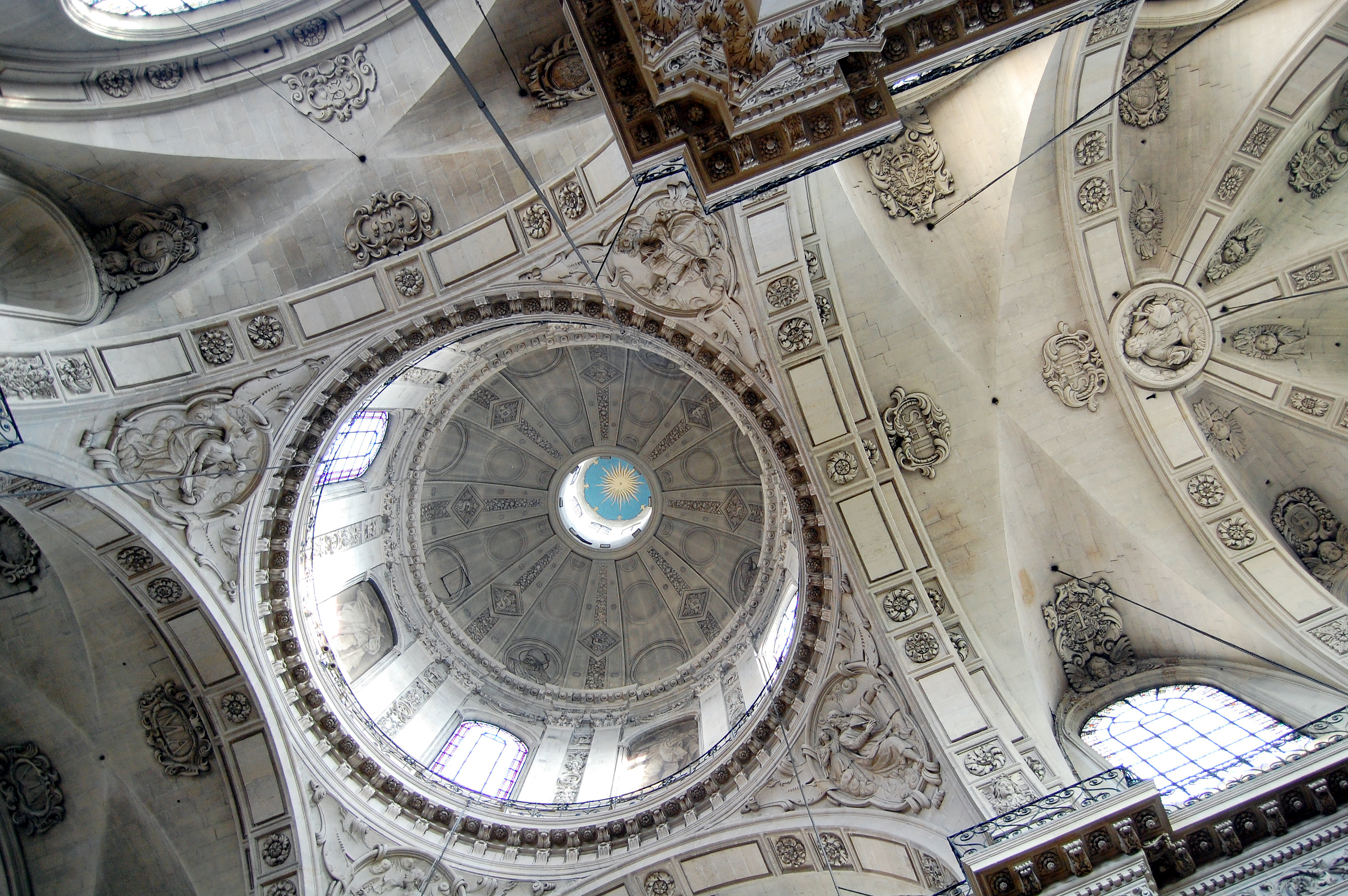
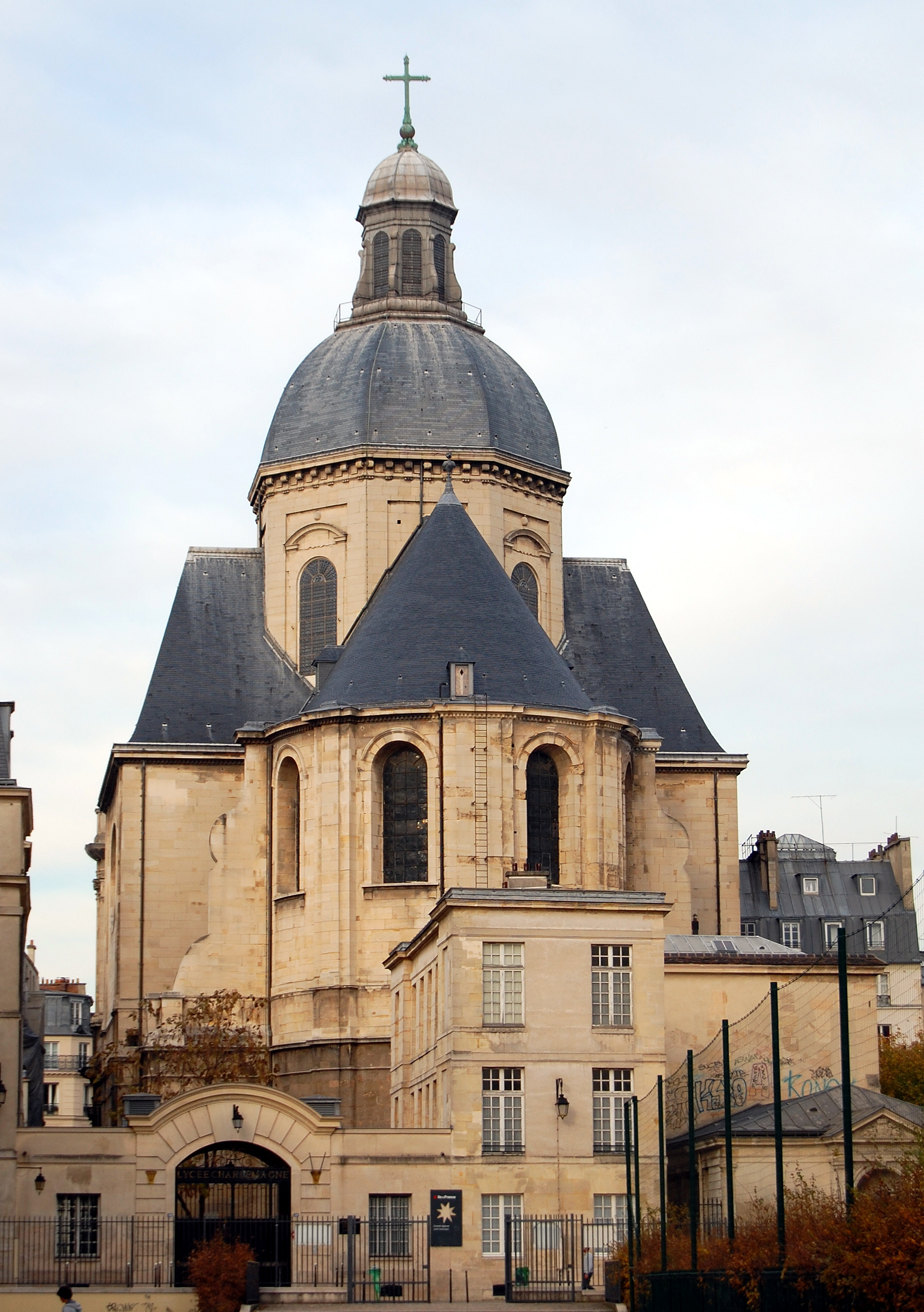
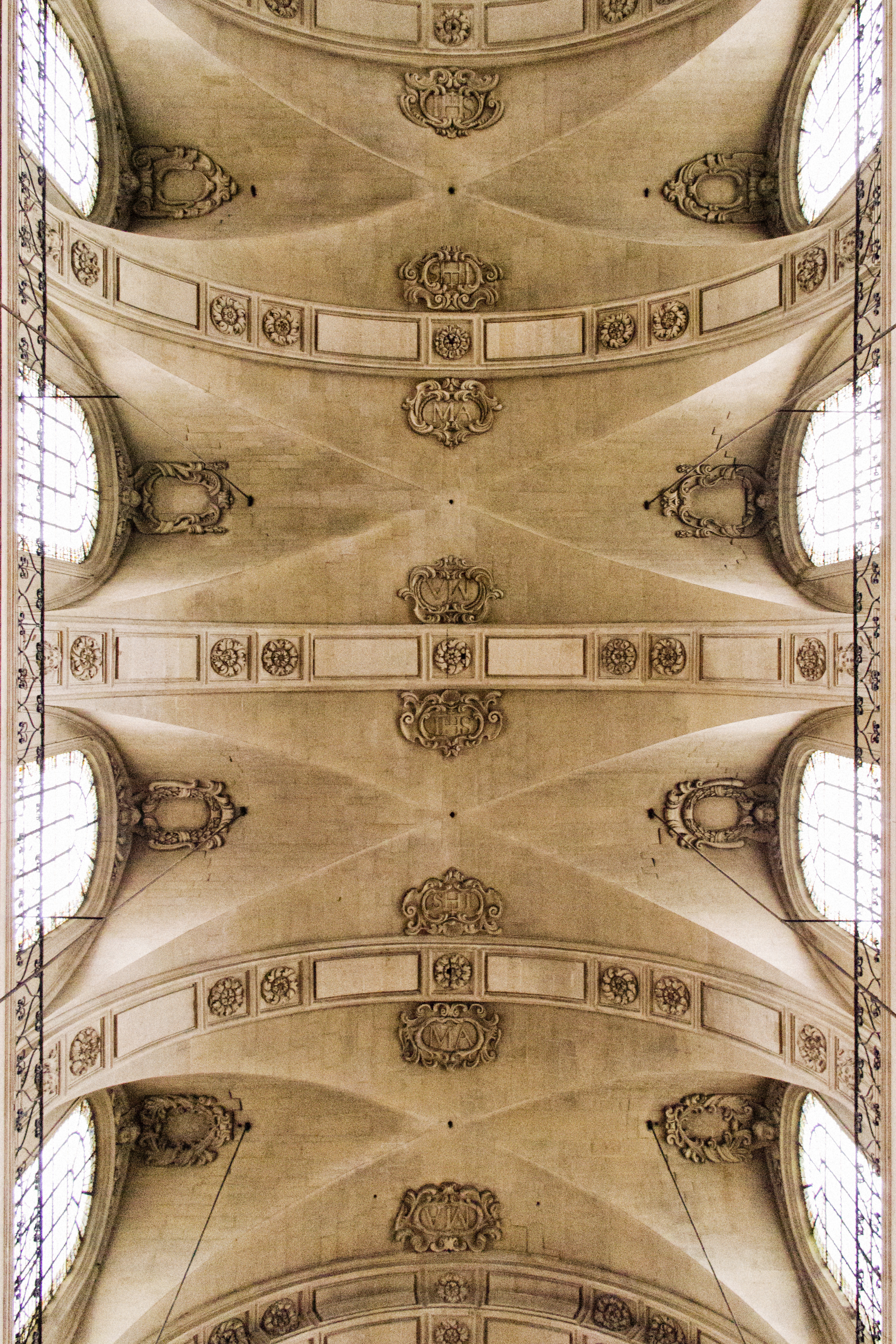